# 李士高
李士高（1573年—？年），字孟乾，號同玄，河南彰德府磁州人，明朝政治人物。

## 生平
由武安縣學生中式庚子河南鄉試四名舉人，萬曆三十八年（1610年）中庚戌科會試二百十七名，廷试三甲一百九十三名进士，刑部觀政，授湖廣岳州府推官，四十年本省同考，四十三年四川乡试同考，四十四年調補山東登州府推官。累升南京户部郞中，负责淮河关税。天啓三年（1623年）二月考察以年老致仕，回乡后，生活簡樸。

## 家族
曾祖李林，祖李進，父李嘉輔，母孔氏（贈孺人）。永感下。兄士英（廩生）；士俊（庠生）；士清（山西交城知縣），弟士仁（庠生）；士弘（庠生）。子夢松；夢熊；夢龍。